# Ceków-Kolonia (gmina)
Pour la localité, voir Ceków-Kolonia.
Ceków-Kolonia est une gmina rurale du powiat de Kalisz, Grande-Pologne, dans le centre-ouest de la Pologne. Son siège est le village de Ceków-Kolonia, qui se situe environ 21 km au nord-est de Kalisz et 111 km au sud-est de la capitale régionale Poznań.
La gmina couvre une superficie de 88,19 km2 pour une population de 4 529 habitants.

## Géographie
La gmina inclut les villages de Beznatka, Bielawy, Bystrek, Ceków, Ceków-Kolonia, Cierpiatka, Gostynie, Huta, Kamień, Kamień-Kolonia, Korek, Kosmów, Kosmów-Kolonia, Kuźnica, Magdalenów, Morawin, Nowa Plewnia, Nowe Prażuchy, Odpadki, Olendry, Orli Staw, Orzeł, Plewnia, Podzborów, Przedzeń, Przespolew Kościelny, Przespolew Pański, Radzany, Stare Prażuchy, Świdle, Szadek et Szadykierz.
La gmina borde les gminy de Kawęczyn, Koźminek, Lisków, Malanów, Mycielin, Opatówek et Żelazków.